# Дьячкова, Лилия Ивановна
Лилия Ивановна Дьячкова (1936—2017) — советский работник медицины, врач Ракитянской центральной районной больницы Белгородской области, Герой Социалистического Труда.

## Биография
Родилась 31 августа 1936 года в городе Макеевка Донецкой области.
В 1961 году окончила Воронежский медицинский институт и была направлена на работу врачом-педиатром в Ракитянскую центральную районную больницу Белгородской области, где проработала до выхода на пенсию.
Кроме производственной, занималась общественной деятельностью — была делегатом XXVI съезда КПСС и XVI съезда профсоюзов СССР; избиралась депутатом областного совета народных депутатов. В 1988 году участвовала в работе I-го Всероссийского съезда врачей, проходившего в Москве.
С 1998 года Лилия Ивановна находилась на пенсии. У неё есть сын и дочь, четыре внука и одна внучка, а также правнук.. В проживала в посёлке Ракитное. Умерла 21 февраля 2017 года.

## Память
- Портрет Героя Социалистического Труда Л. И. Дьячковой помещён на стенде Аллеи Трудовой славы посёлка Ракитное[3].

## Награды
- медаль «Серп и Молот» Героя Социалистического Труда и орден Ленина — за большие заслуги в развитии народного здравоохранения (Указ Президиума Верховного Совета СССР от 23 октября 1978)
- два ордена «Знак Почёта»
- медали, в числе которых «За заслуги перед землей Белгородской» (2004 год, в честь 50-летия образования Белгородской области)
- памятный знак «60 лет Белгородской области»[2].